# نیروگاه هسته‌ای دارلینگتون
نیروگاه هسته‌ای دارلینگتون (به انگلیسی: Darlington Nuclear Generating Station) (کانادا، انتاریو، واقع در ساحل شمالی دریاچه انتاریو در نزدیکی شهر تورنتو در شهر کلارینگتون، تأسیس ۱۹۹۰)، یکی از نیروگاه‌های کشور کانادا از نوع هسته‌ای با ظرفیت تولید ۳٬۵۱۲ مگاوات شامل ۴ رآکتور هسته‌ای مدل کاندو ۸۵۰ است.
در زمان بهره‌برداری کامل حدود ۲۰ درصد نیاز برق انتاریو و به اندازه یک شهرستان دو میلیون نفری برق فراهم می‌کند. هزینه نهایی ساخت این نیروگاه ۱۴٫۴ میلیارد دلار کانادایی بوده است.
ساخت نیروگاه هسته‌ای دارلینگتون باعث ایجاد مناقشات زیادی در کانادا بابت هزینه و بدهی‌های آن شد و شامل چندین تأخیر در اجرای پروژه و توقف کار بود که هر تأخیر متحمل بدهی‌هایی شده‌است.

## مراحل ساخت و توسعه
این نیروگاه در چند مرحله بین سال‌های ۱۹۸۱ تا ۱۹۹۳ توسط یک شرکت کانادایی به اسم انتاریو هیدرو ساخته شد. واحد ۲ در سال ۱۹۹۰ واحد ۱ در سال ۱۹۹۲ و واحد ۳ و ۴ در سال ۱۹۹۳ نصب شد.
این نیروگاه در سال ۲۰۰۶، مجوزِ ساخت واحدهای جدید هسته‌ای را دریافت کرد. پروژه جدید شامل ساخت و ساز و بهره‌برداری از تا ۴ واحد هسته‌ای، با ظرفیت ۴٬۸۰۰ مگاوات است. پس از ارزیابی زیست محیطی توسط یک هیئت مشترک بررسی در سال ۲۰۱۱، قرار شد پروژه جدید نیروگاه دارلینگتون در برنامه بلند مدت انجام شود.

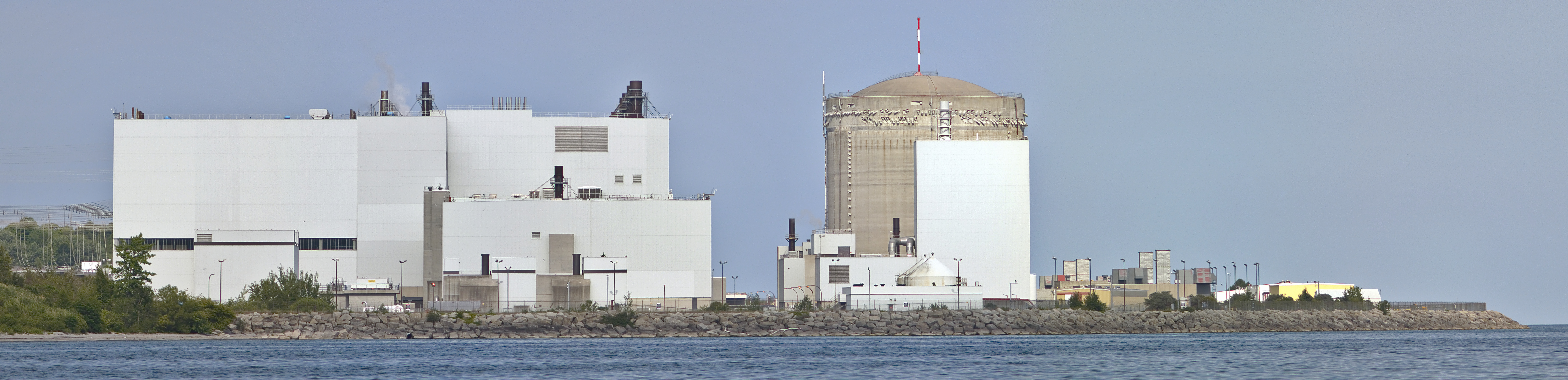

در ۲۱ دسامبر ۲۰۰۹، کارگران نیروگاه به اشتباه حدود ۲۰۰ مترمکعب آب حاوی مقدار کمی تریتیوم از ایزوتوپ رادیواکتیو به دریاچه انتاریو آزاد کردند.